# 凤头雀莺
凤头雀莺（学名：Leptopoecile elegans）为鶲科雀莺属的鸟类，是中国的特有种。分布于青海、甘肃、四川、西藏等地。